# Guaraniticus
Guaraniticus is een geslacht van hooiwagens uit de familie Gonyleptidae.
De wetenschappelijke naam Guaraniticus is voor het eerst geldig gepubliceerd door Mello-Leitão in 1933. 

## Soorten
Guaraniticus omvat de volgende 5 soorten:
- Guaraniticus flavimaculatus
- Guaraniticus lesserti
- Guaraniticus nigrosulcatus
- Guaraniticus olivaceus
- Guaraniticus tetracalcar